# Heteropsis andravahana
Heteropsis andravahana is een vlinder uit de familie van de Nymphalidae, uit de onderfamilie van de Satyrinae. De soort is voor het eerst wetenschappelijk beschreven als Mycalesis andravahana door Paul Mabille in een publicatie uit 1878.
De soort komt voor in de bossen van Madagaskar.